# NGC 1335
NGC 1335 (również PGC 13015 lub UGC 2762) – galaktyka eliptyczna (E-S0), znajdująca się w gwiazdozbiorze Perseusza. Odkrył ją Édouard Jean-Marie Stephan 14 grudnia 1881 roku.